# Ora (Rita Ora)
ORA è l'album di debutto della cantante britannica Rita Ora, pubblicato il 27 agosto 2012 nel Regno Unito attraverso la Roc Nation. Registrato tra il 2009 e il 2012,  è stato creato mediante l'aiuto di diversi produttori fra i quali will.i.am, The-Dream, Major Lazer, Diplo, Stargate e vanta le collaborazioni del rapper britannico Tinie Tempah e dei colleghi americani J. Cole e Will.i.am.
Musicalmente, ORA si presenta come un album orientato prevalentemente verso le sonorità pop ed R&B, ma incorpora anche stili appartenenti alla dance music. Esso è costituito da un'edizione standard, i cui campioni sono stati resi disponibili in anteprima su iTunes Store nel Regno Unito dal 9 agosto, e una deluxe, contenente tracce bonus come la hit Hot Right Now in cui la cantante funge da featuring.
Al momento della sua uscita, la quale è stata anticipata dai due singoli di impatto globale How We Do (Party) e R.I.P., il disco ha ricevuto recensioni generalmente miste da parte della critica musicale. Tuttavia, esso ha debuttato al primo posto della Official Albums Chart e della Scottish Albums Chart guadagnando anche un moderato successo oltreoceano: ha infatti penetrato entro le prime venticinque posizioni sia in Australia che in Nuova Zelanda.

## Tracce
1. Facemelt – 1:33 (James Fauntleroy II, Harley Justice Wertheimer, David Taylor)
2. Roc The Life – 4:01 (Terius "The-Dream" Nash, Rita Ora)
3. How We Do (Party) – 4:07 (Andrew Harr, Jermaine Jackson, Andre Davidson, Sean Davidson, Bonnie McKee, Kelly Sheehan, Hal Davis, Berry Gordy Jr., Osten Harvey Jr., Willie Hutch, Christopher Wallace, Bob West)
4. R.I.P. (feat. Tinie Tempah) – 3:48 (Aubrey "Drake" Graham, Renee "Shi" Wisdom, Saul Milton, William Kennard, Tor Erik Hermansen, Mikkel Storleer Eriksen, Patrick Chukwuemeka Okogwu, Nneka Egbuna, Farhad Samadzada)
5. Radioactive – 4:11 (Greg Kurstin, Sia Furler)
6. Shine Ya Light – 3:30 (Fraser T Smith, LP, Chris Loco)
7. Love And War (feat. J. Cole) – 3:35 (Ester Dean, Tor Erik Hermansen, Mikkel Storleer Eriksen, Jermaine Cole)
8. Uneasy – 3:02 (Jules De Martino, Katie White, Rita Ora, Makeba Riddick)
9. Fall In Love (feat. will.i.am) – 4:13 (William Adams, Alexis Latrobe)
10. Been Lying – 3:44 (Rita Ora, Rachel Rabin, Edwin Serrano, Michael Linney, Brandon Linney)
11. Hello, Hi, Goodbye – 3:58 (David Taylor, Terius "The-Dream" Nash, Thomas Wesley Pentz, Ariel Rechtshaid)
12. Hot Right Now – 3:02 (Dan Stein, The Invisible Men)